# Eufotide
L'eufotide è una roccia appartenente alla famiglia dei gabbri.
Descritto originariamente in Toscana è costituita da grossi cristalli di diallagio verde e di plagioclasio biancastro.
Spesso si presenta alterata per effetto di un debole metamorfismo: il plagioclasio calcico si trasforma in saussurite, una miscela microcristallina di albite, zoisite, epidoto e calcite, mentre il pirosseno è sostituito da un anfibolo in minuti prismi intrecciati (smaragdite, uralite) o da clorite.
A questi mutamenti di composizione mineralogica si possono sovrapporre anche le alterazioni meteoriche, che producono una profonda trasformazione dell'associazione mineralogica originaria, facendo assumere all'eufotide una colorazione rossastra causata da ossidi e idrossidi di ferro.